# GOLT1B
GOLT1B‏ (Golgi transport 1B) هوَ بروتين يُشَفر بواسطة جين GOLT1B في الإنسان.